# Feltételes szavazat

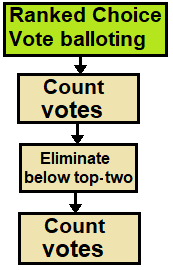
A feltételes szavazat folyamatábrája: 1. Első preferenciák megszámlálása 2. Van egy jelölnek abszolút többsége? (több, mint 50%)
Igen: nyertes kihirdetéseNem: 3. Minden jelölt kiesik, kivéve az első két helyezettet. 4. Kiesett jelöltekre leadott szavazatok újraszámlálása a (már csak az első kettő jelöltre leadott preferenciák számítanak) 5. nyertes kihirdetése

A feltételes szavazat (vagy kontingens szavazat, angolul: contingent vote) egy olyan választási rendszer, amelyet egyetlen győztes megválasztására használnak, és amelyben a jelöltnek a szavazatok abszolút többsége szükséges a győzelemhez. 
A feltételes szavazat rendszere az azonnali többfordulós szavazás (IRV) egy változata. A szavazás során a választó a jelölteket preferencia szerinti sorrendbe állítja, és az első preferenciákat megszámolják. Ha egyetlen jelöltnek sincs abszolút többsége (a leadott szavazatok több, mint fele), akkor a két legtöbb szavazatot szerző jelölt kivételével mindegyik kiesik. A kiesett jelöltek szavazatait a választók következő preferenciái szerint osztják el a két fennmaradó jelölt között. Ez biztosítja, hogy a második számlálási körben egyik jelölt megszerezze a többséget, és így megválasztottnak nyilvánítsák.
A feltételes szavazat rendszere eltér az IRV-től, ami egy kis esélyt ad arra, hogy az első kettőn kívül eső jelölt még nyerhessen, de a feltételes szavazás ezzel szemben a kétfordulós rendszer egy fordulóba tömörített formájának is tekinthető: a preferenciális szavazólap segítségével mindkét „forduló” úgy zajlik le, hogy a választóknak nem kell kétszer elmenniük az urnákhoz.

## Szavazás és számolás

Példa opcionálisan preferenciális szavazólapra.

A feltételes szavazatos választáson a választók preferencia-sorrendbe állítják a jelöltlistát. A tipikus szavazólap-formátum szerint „1”-et tesznek a leginkább preferált jelöltjük mellé, „2”-t a második legkedveltebb jelöltjük mellé, és így tovább. Ebben a tekintetben a feltételes szavazás megegyezik az azonnali többfordulós szavazással.
Ezután legfeljebb két számlálási körre kerül sor. Az első körben csak az első preferenciák számítanak. Azon jelöltek, akik az első preferenciák abszolút többségét (azaz több mint a felét) kapják meg, azonnal nyertesnek minősülnek. Ha azonban egyetlen jelöltnek sincs abszolút többsége, akkor a két legtöbb első preferenciával rendelkező jelölt kivételével mindegyik kiesik, és van egy második forduló. A második fordulóban azon szavazók szavazatai, akiknek az első preferenciája kiesett, ahhoz a jelölthöz kerülnek át (megmaradt két jelölt közül), amelyik magasabb helyezést kapott a szavazó preferencia-sorrendjében. A szavazatokat ezután összeszámolják, és az abszolút többséget megszerző jelöltet megválasztottnak nyilvánítják.

## Szavazótáborokra és jelöltekre gyakorolt hatás
Az azonnali többfordulós szavazáshoz és a kétfordulós rendszerhez hasonlóan a feltételes szavazás célja, hogy a szavazók több, mint fele megerősítse a választás győztesét. A többségi követelmény arra ösztönzi a jelölteket, hogy az fő támogatói körükön túl is keressenek támogatást annak érdekében, hogy biztosítsák a többi jelölt támogatói között is szerezzenek preferenciaszavazatokat. Ez állítólag békésebb kampánystílust teremt a hasonló politikai platformokkal rendelkező jelöltek között. Ezt a hatást azonban csökkentheti az a tény, hogy az alacsonyabb preferenciák kevésbé fontosak a feltételes szavazat (azonnali kétfordulós) rendszerben, mint az IRV (azonnali többfordulós) szavazás esetében; a feltételes szavazatnál különösen fontos, hogy a jelöltet sokan jelöljék első preferenciának, hogy ne essenek ki azonnal.
A relatív többségi szavazáshoz képest a feltételes szavazat bizonyos mértékig javítja a kisebb pártok (kétpártrendszerben: "harmadik pártok") jelöltjeinek esélyeit, mivel a választóknak nem kell attól tartaniuk, hogy egy harmadik félre leadott szavazat rontja a két legerősebb párt jelöltjei közül a választónak szimpatikusabb jelölt esélyeit. Azonban kétfordulós szavazáshoz hasonlóan, az választó bizonyos esetekben taktikus szavazással jár jobban, ha például (4 vagy több jelölt esetén) a második preferenciáját szeretné mindenképp a második fordulóba juttatni, mert az első preferenciájának nincs erre reális esélye.

## Használata és változatai
Ma Srí Lanka elnökének megválasztására a feltételes szavazás egy speciális változatát használják. Egy másik változat, az úgynevezett kiegészítő szavazat, a közvetlenül választott polgármesterek, valamint a rendőrségi és bűnügyi biztosok kiválasztására szolgál Angliában.
A múltban a feltételes szavazás szokásos formáját használták Ausztráliában Queensland törvényhozó gyűlésének megválasztására 1892 és 1942 között. Eddig ez volt a rendszer leghosszabb folyamatos használata a világon. Az 1920-as években az Egyesült Államok Alabama államában is használták.
A kiegészítő szavazat és a srí lankai feltételes szavazat két olyan megvalósított változat, amelyben a szavazók a feltételes szavazat szokásos formájától eltérően nem rangsorolhatják az összes jelöltet, hanem csak két, illetve három preferenciát jelölhetnek meg. Ez azt jelenti, hogy ha egy választó nem a végül a második fordulóba jutó jelöltek valamelyikének támogatására használja fel preferenciáit, akkor emiatt nem lehet továbbvinni azt a szavazatát, amely ezért „elpazaroltá” vagy „kimerülté” válik.

### A srí lankai feltételes szavazat
Srí Lankán az 1982-es elnökválasztás óta a feltételes szavazatos választási rendszer egy változatát használják az elnök megválasztására. A hagyományos feltételes szavazáshoz hasonlóan a feltételes szavazás Srí Lanka-i formáját alkalmazó választásokon minden szavazó preferencia szerinti sorrendbe állítja a jelölteket, és ha egyetlen jelölt sem kapja meg az első preferenciás szavazatok abszolút többségét, akkor az első két jelölt kivételével az összes jelölt kiesik, és szavazataikat újra elosztják. Míg azonban a feltételes szavazat szokásos formája esetén a szavazók az összes jelöltet preferencia szerinti sorrendbe állíthatják, addig a srí lankai rendszerben a választó csak a három rangsorolt preferenciát fejezhet ki.

## Hasonló rendszerek

### Kétfordulós rendszer
A kétfordulós rendszerben a választók csak egyetlen jelöltre szavazhatnak, ahelyett, hogy preferenciáik szerint rangsorolhatnák a jelölteket. A feltételes szavazat esetén ehhez hasonló mert, ha az első fordulóban egyetlen jelöltnek sincs abszolút többsége, az első kettő kivételével mindenki kiesik, és van második forduló. A kétfordulós rendszerben azonban szükségszerűen arra kérik a választókat, hogy térjenek vissza az urnákhoz és szavazzanak másodszor is. A két rendszer közti hasonlóságok miatt a feltételes szavazás és a kétfordulós rendszer általában ugyanazt a győztest választaná meg. A kétfordulós rendszerben azonban a választópolgár meggondolhatja magát egyik fordulóról a másikra, még akkor is, ha az első fordulóban kedvenc jelöltje nem esett ki.

### Pártsemleges előválasztás
A pártsemleges előválasztás (angolul: nonpartisan blanket primary) a kétfordulós rendszer egy változata, azzal a különbséggel, hogy az első fordulóban sosem nem választanak győztest, hanem a két legmagasabb jelöltet választják ki, akik ezután feltétlenül részt vesznek az általános választáson. Mivel az első forduló nem választ ki győztest, ebben gyakran alacsonyabb, míg a második fordulóban általában magasabb lesz a részvételi arány.
A feltételes szavazat általában ugyanazt a győztest választja ki, mint az pártsemleges előválasztás, kivéve, ha az előválasztásban kevesebb szavazó választja ki az első két jelöltet, azaz nem minden választópolgár szavaz mindkét fordulóban.

### Azonnali többfordulós szavazás (IRV)
Ahogy fentebb megjegyeztük, az azonnali többfordulós szavazás (más néven alternatív szavazás) abban különbözik a feltételes szavazástól, hogy több forduló szimulálását is lehetővé teszi, nem csupán kettőt. Az alternatív szavazás során minden forduló után csak az utolsó helyezett a jelölt(ek) esik/esnek ki, akiknek így matematikailag lehetetlen lenne nyernie, és annyi számlálási forduló zajlik, amennyi szükséges ahhoz, hogy egy jelölt abszolút többséget szerezzen. Ezek a különbségek azt jelentik, hogy a feltételes szavazás és az alternatív szavazás eltérő eredményeket hozhatnak. Mivel a feltételes szavazás alapján két jelölt kivételével mindenki kiesik az első (és egyben utolsó) fordulóban, előfordulhat, hogy olyan jelölt is kiesik, aki továbbjutott volna az utolsó fordulóba, ha (alternatív szavazás alatt) a több forduló során kellő töredékszavazatot kapott volna, hogy utolértje az első számlálás során második helyezett jelöltet.

## Lásd még
- Preferenciális szavazási rendszerek
- Az azonnali többfordulós szavazás (IRV) történelme és használata
- A kétfordulós szavazás taktikai manipulálása
- Alternatív szavazat plusz (AV+)
- Egyetlen átruházható szavazat (STV)

## Külső linkek
- London Elects: Hogyan választják meg London polgármesterét? (angol nyelven) Archiválva 2022. május 17-i dátummal a Wayback Machine-ben
- Demokratikus és választási változások Queenslandben (angol nyelven) (PDF)
- Választási rendszerek indexe: Srí Lanka

## Fordítás
Ez a szócikk részben vagy egészben  a   Contingent vote című angol Wikipédia-szócikk fordításán alapul.  Az eredeti cikk szerkesztőit annak laptörténete sorolja fel. Ez a jelzés csupán a megfogalmazás eredetét és a szerzői jogokat jelzi, nem szolgál a cikkben szereplő információk forrásmegjelöléseként.